# 779 هـ
779 هـ هي سنة في التقويم الهجري امتدت مقابلةً في التقويم الميلادي بين سنتي 1377 و1378.

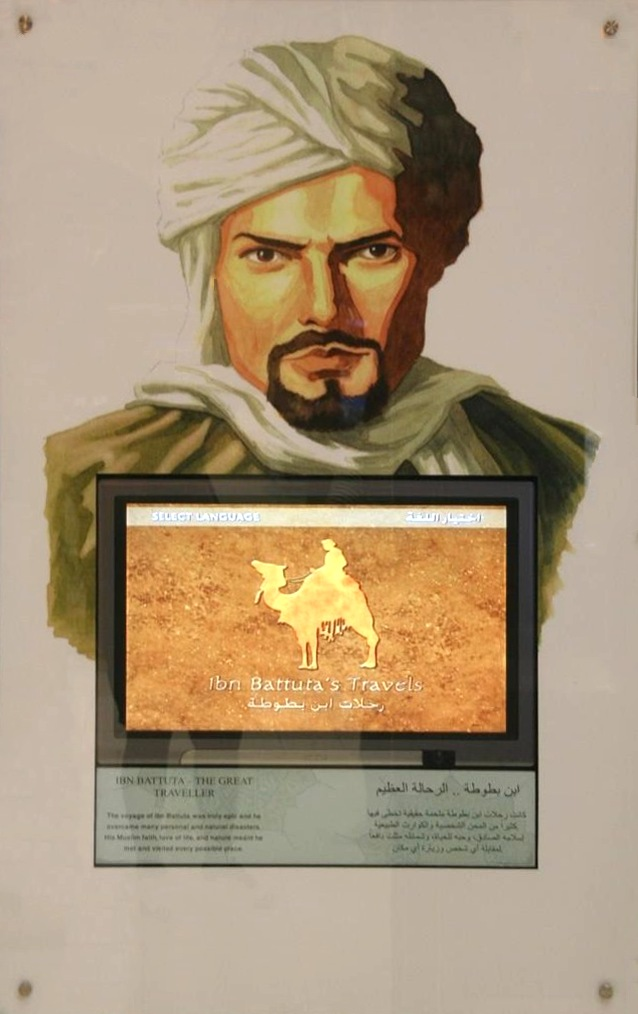
ابن بطوطة

## وفيات
- وفاة الرحالة ابن بطوطة في 17 رجب 779 هـ.